# Jerome Blake
Jerome Blake (Buff Bay, 18 de agosto de 1995) é um atleta canadense especialista nos 400 m rasos, campeão olímpico e mundial.
Blake começou sua carreira como corredor de obstáculos nos 400 m na Jamaica. Em Tóquio 2020 conquistou a medalha de bronze na prova de revezamento 4x100 m com o tempo de 37.70, junto com Aaron Brown, Brendon Rodney e Andre De Grasse. No entanto com a desclassificação da equipe da Grã-Bretanha em 18 de fevereiro de 2022, após o velocista britânico Chijindu Ujah testar positivo para o agente anabólico ostarina e o esteroide S-23, considerados dopantes, a equipe canadense foi elevada a medalha de prata em Tóquio.
No Campeonato Mundial de Atletismo de 2022, em Eugene, EUA, Blake conseguiu sua primeira medalha de ouro em Mundiais, integrando o 4x100 m  junto a De Grasse, Brown e  Rodney, a mesma equipe de Tóquio, derrotando a equipe norte-americana, os donos da casa, que ficou com a medalha de prata.

Dois anos mais tarde, com a mesma equipe de corredores, o Canadá venceu o revezamento 4x100 m de Paris 2024 e Brown tornou-se campeão olímpico.